# Okręgowy Związek Piłki Nożnej w Toruniu
Okręgowy Związek Piłki Nożnej w Toruniu – okręgowy związek sportowy, działający na terenie województwa toruńskiego, posiadający osobowość prawną, będący jedynym prawnym reprezentantem okręgowej piłki nożnej w województwie toruńskim. Został założony w 1976 roku, rozwiązany de facto w 26 maja 2000 roku, kiedy to powstał Kujawsko-Pomorski Związek Piłki Nożnej. Obecnie w K-PZPN funkcjonuje Podokręg Toruń

## Rozgrywki OZPN Toruń
W ramach toruńskiego OZPN, rozgrywki ligowe toczyły się w sezonach 1976/77-1999/2000. Najwyższą klasą rozgrywkową przez pierwsze trzy sezony była klasa A (mistrz grał w barażach o III ligę), niżej klasa B i klasa C. W sezonach 1979/80-1980/81 była prowadzona wspólna liga okręgowa województw toruńskiego i elbląskiego, w latach 1986-1989 międzyokręgowa liga seniorów (MLS) toruńskiego i włocławskiego, a w sezonie 1989/90 - makroregionalna liga elbląsko-toruńsko-bydgoska. Ich zwycięzcy uzyskiwali bezpośredni awans do III ligi. W sezonach 1996/97-1997/98 najwyższą ligą w okręgu była toruńska IV liga, natomiast w latach 1998-2000 - toruńska klasa okręgowa - mistrz awansował do IV ligi makroregionalnej. Mistrzem Okręgu zostawał zdobywca 1. miejsca w toruńskiej klasie A lub toruńskiej klasie okręgowej (IV lidze) albo ten klub, który w klasie okręgowej (T/E, T/Wł i E/T/Bd) zajął najwyższe miejsce ze wszystkich klubów z OZPN Toruń. W rozgrywkach OZPN Toruń brało udział 50-55 zespołów.

## Struktura rozgrywek ligowych
| Sezony              | IV poziom ligowy               | V poziom ligowy | VI poziom ligowy  | VII poziom ligowy |
| ------------------- | ------------------------------ | --------------- | ----------------- | ----------------- |
| 1976/1977-1978/1979 | klasa A                        | klasa B         | klasa C (3 grupy) |                   |
| 1979/1980-1980/1981 | Klasa okręgowa (T/E)           | klasa A         | klasa B           | klasa C (3 grupy) |
| 1981/1982-1985/1986 | Klasa okręgowa                 | klasa A         | klasa B (3 grupy) |                   |
| 1986/1987-1988/1989 | MLS (T/Wł)                     | klasa okręgowa  | klasa A           | klasa B (3 grupy) |
| 1989/1990           | Klasa makroregionalna (E/T/Bd) | klasa okręgowa  | klasa A           | klasa B (3 grupy) |
| 1990/1991-1995/96   | Klasa okręgowa                 | klasa A         | klasa B (3 grupy) |                   |
| 1996/1997-1997/1998 | IV liga                        | klasa okręgowa  | klasa A (3 grupy) |                   |
| 1998/1999-1999/2000 |                                | klasa okręgowa  | klasa A           | klasa B (3 grupy) |

### Mistrzostwa okręgu
| Sezon     | Najwyższa liga                 | Mistrz województwa | Mistrz okręgu             |
| --------- | ------------------------------ | ------------------ | ------------------------- |
| 1976/1977 | klasa A                        | Stomil Grudziądz   | Pomorzanin Toruń          |
| 1977/1978 | klasa A                        | Pomorzanin Toruń   | Elana Toruń               |
| 1978/1979 | klasa A                        | Elana Toruń        | Pomorzanin Toruń          |
| 1979/1980 | klasa okręgowa (E/T)           | Pomorzanin Toruń   | Stomil Grudziądz          |
| 1980/1981 | klasa okręgowa (E/T)           | Pomorzanin Toruń   | Legia Chełmża             |
| 1981/1982 | klasa okręgowa                 | Mławianka Mława    | Elana Toruń               |
| 1982/1983 | klasa okręgowa                 | Elana Toruń        | Legia Chełmża             |
| 1983/1984 | klasa okręgowa                 | Elana Toruń        | Pomorzanin Toruń          |
| 1984/1985 | klasa okręgowa                 | Pomorzanin Toruń   | Unia Wąbrzeźno            |
| 1985/1986 | klasa okręgowa                 | Elana Toruń        | Elana Toruń               |
| 1986/1987 | MLS (T/Wł)                     | Elana Toruń        | Unia Wąbrzeźno            |
| 1987/1988 | MLS (T/Wł)                     | Elana Toruń        | Stomil Grudziądz          |
| 1988/1989 | MLS (T/Wł)                     | Elana Toruń        | Unia Wąbrzeźno            |
| 1989/1990 | klasa makroregionalna (E/T/Bd) | Elana Toruń        | Unia Wąbrzeźno            |
| 1990/1991 | klasa okręgowa                 | Elana Toruń        | Stomil Grudziądz          |
| 1991/1992 | klasa okręgowa                 | Elana Toruń        | Pomorzanin Toruń          |
| 1992/1993 | klasa okręgowa                 | Elana Toruń        | Legia Chełmża             |
| 1993/1994 | klasa okręgowa                 | Elana Toruń        | Sparta Brodnica           |
| 1994/1995 | klasa okręgowa                 | Elana Toruń        | Olimpia Grudziądz         |
| 1995/1996 | klasa okręgowa                 | Elana Toruń        | Kasztelan Papowo Biskupie |
| 1996/1997 | IV liga                        | Elana Toruń        | Olimpia Grudziądz         |
| 1997/1998 | IV liga                        | Elana Toruń        | Sparta Brodnica           |
| 1998/1999 | klasa okręgowa (15)            | Elana Toruń        | Pomorzanin Toruń          |
| 1999/2000 | klasa okręgowa (15)            | Sparta Brodnica    | Unia Wąbrzeźno            |

### Mistrzowie klasy A/klasy okręgowej
| Sezon     | Mistrz klasy A/klasy okręgowej |
| --------- | ------------------------------ |
| 1979/1980 | Brodniczanka Brodnica          |
| 1980/1981 | ?                              |
| 1986/1987 | Drwęca Golub-Dobrzyń           |
| 1987/1988 | Bizon Bielice                  |
| 1988/1989 | Olimpia Grudziądz              |
| 1989/1990 | Legia Chełmża                  |

### Puchar OZPN Toruń
- 1977 – ?
- 1978 - Elana Toruń
- 1979 - Elana Toruń
- 1980 – Pomorzanin Toruń
- 1981 – Legia Chełmża
- 1982 – Elana Toruń
- 1983 - FAM Chełmno
- 1984 – Sparta Brodnica
- 1985 - Unia Wąbrzeźno
- 1986 – FAM Chełmno
- 1987 – Elana Toruń
- 1988 - FAM Chełmno
- 1989 - Elana II Toruń
- 1990 – Elana Toruń
- 1991 - Legia Chełmża
- 1992 - Elana Toruń
- 1993 - Elana Toruń
- 1994 - Drwęca Golub-Dobrzyń
- 1995 - Elana Toruń
- 1996 - Elana Toruń
- 1997 - Legia Chełmża
- 1998 – Sparta Brodnica
- 1999 - Elana Toruń
- 2000 – Drwęca Nowe Miasto Lubawskie

Zdobywca pucharu OZPN Toruń uzyskiwał awans w następnym sezonie do Pucharu Polski.